# Praia do Vargas
A Praia do Vargas pertence à cidade de Araruama, no atual estado do Rio de Janeiro, Brasil; A Praia do Vargas é caracterizada por ser oceânica, com águas agitadas, claras e frias, sendo um prolongamento da Praia de Massambaba; o local é o preferido por adeptos da pesca de linha e para e prática do surf.
A Praia do Vargas possui água encanada distribuida pelas Águas de Juturnaíba. 